# Резен, Иван Иванович
Иван Иванович Ре́зен (в Эстонии Йоха́ннес Ре́эзен, нем. Johannes Reesen; 1 февраля 1900, д. Малая Кеппо (Вяйке-Кыпу),  Пуятская волость, Феллинский уезд, Эстляндская губерния, Российская империя — 11 ноября 1937, Ленинград, РСФСР) — эстонский советский политик.
Участник большевистского движения, член РСДРП(б) с декабря 1917 года. Один из организаторов отделения Союза молодых пролетариев (эст. Noorproletaarlaste Ühing) в Вильянди.
В 1921—1922 годах — представитель Эстонского Союза молодых пролетариев в Балтийском бюро Коммунистического интернационала молодёжи.
После того, как депутат Рийгикогу (парламента Эстонии) I созыва Йоханнес Ваня, избранный по списку Независимой социалистической рабочей партии, был арестован за антигосударственную деятельность и был вынужден отказаться от депутатского мандата, 29 сентября 1922 года Резен занял его место в парламенте. В 1923 году переизбран во второй созыв Рийгикогу, в декабре того же года избран также в Городское собрание Таллина по списку Рабочего народного единого фронта.
В начале 1924 года арестован за незаконную политическую деятельность и бежал в СССР. С 1925 года преподавал в Коммунистическом университете национальных меньшинств Запада имени Мархлевского, в 1929—1934 годы член ЦК Коммунистической партии Эстонии (в 1926—1928 годах секретарь иностранного бюро ЦК КПЭ). Затем преподавал в Ленинградской высшей коммунистической сельскохозяйственной школе имени Кирова.
Арестован 6 сентября 1937 года, 4 ноября приговорён по статье 58-1а УК РСФСР (измена Родине) к высшей мере наказания, 11 ноября расстрелян. Посмертно реабилитирован.